# Сядрино
Ся́дрино (укр. Сядрине) — село в Корюковском районе Черниговской области Украины. Население 835 человек. Занимает площадь 1,914 км².
Код КОАТУУ: 7422488701. Почтовый индекс: 15323. Телефонный код: +380 4657.

## Власть
Орган местного самоуправления — Сядринский сельский совет. Почтовый адрес: 15323, Черниговская обл., Корюковский р-н, с. Сядрино, ул. Генерала Белого, 54.

## История
В 1919 году село сожжено немцами в порядке каральной операции против местных повстанческих красноказачьих отрядов. Про это в частности упоминается в книге Алексея Десняка «Десну перешли батальоны».

## Известные уроженцы
- Гарниер, Александр Николаевич (1896—1921) — революционер, матрос Балтийского флота, участник октябрьской революции 1917 года.